# Jorge Santana
Jorge Santana Montes (Las Palmas de Gran Canaria, 9 gennaio 1990) è un ex cestista spagnolo.